# Cideville
Cideville est une commune française située dans le département de la Seine-Maritime en région Normandie.

## Géographie

### Localisation
|                   | Auzouville-l'Esneval |        |
|                   | Cideville            | Limésy |
| Mesnil-Panneville |                      |        |

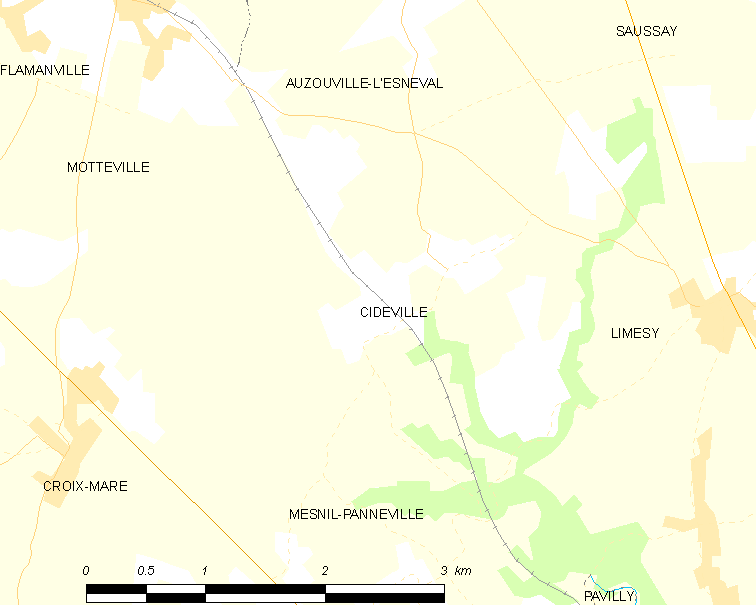
Carte de la commune.
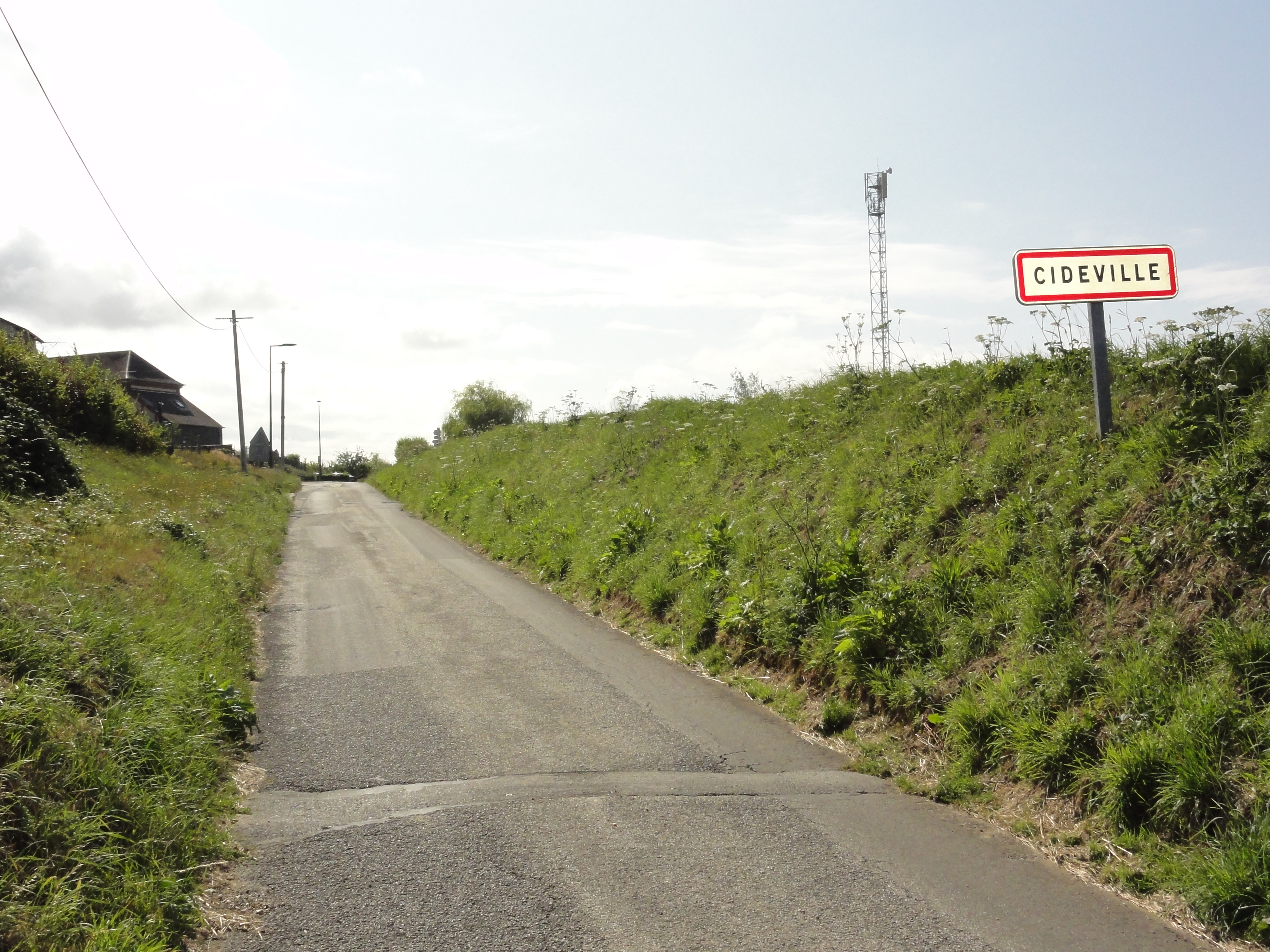
Entrée de Cideville.

### Hydrographie
La commune est située dans le bassin Seine-Normandie. Elle n'est drainée par aucun cours d'eau,.

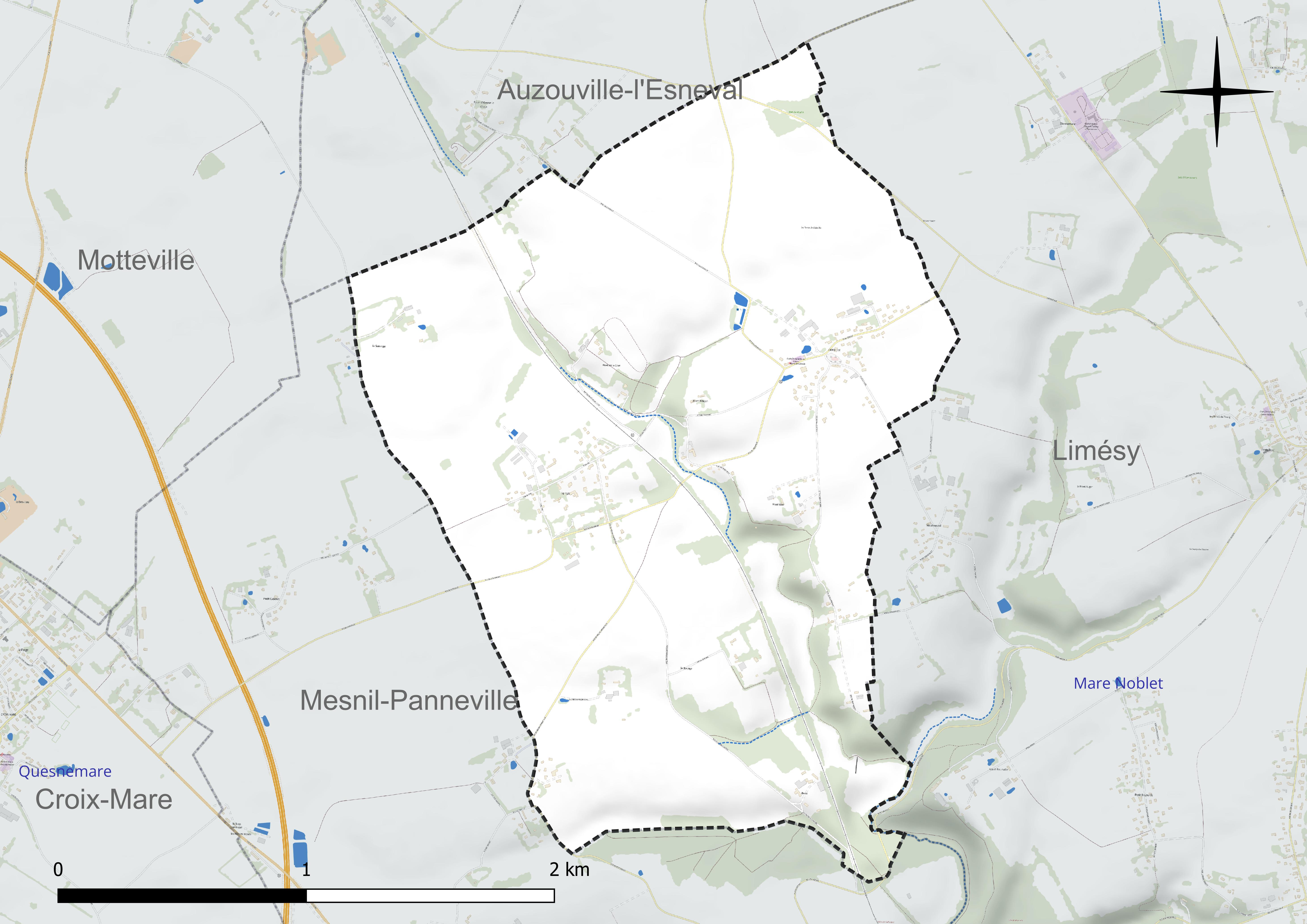
Réseau hydrographique de Cideville.

### Climat
Pour des articles plus généraux, voir Climat de la Normandie et Climat de la Seine-Maritime.
En 2010, le climat de la commune est de type climat océanique altéré, selon une étude du CNRS s'appuyant sur une série de données couvrant la période 1971-2000. En 2020, Météo-France publie une typologie des climats de la France métropolitaine dans laquelle la commune est exposée à un climat océanique et est dans la région climatique Côtes de la Manche orientale, caractérisée par un faible ensoleillement (1 550 h/an) ; forte humidité de l’air (plus de 20 h/jour avec humidité relative > 80 % en hiver), vents forts fréquents. Parallèlement le GIEC normand, un groupe régional d’experts sur le climat, différencie quant à lui, dans une étude de 2020, trois grands types de climats pour la région Normandie, nuancés à une échelle plus fine par les facteurs géographiques locaux. La commune est, selon ce zonage, exposée à un « climat maritime », correspondant au Pays de Caux, frais, humide et pluvieux, légèrement plus frais que dans le Cotentin.
Pour la période 1971-2000, la température annuelle moyenne est de 10,2 °C, avec une amplitude thermique annuelle de 13,7 °C. Le cumul annuel moyen de précipitations est de 931 mm, avec 13,7 jours de précipitations en janvier et 8,7 jours en juillet. Pour la période 1991-2020, la température moyenne annuelle observée sur la station météorologique la plus proche, située sur la commune d'Ectot-lès-Baons à 7 km à vol d'oiseau, est de 10,8 °C et le cumul annuel moyen de précipitations est de 905,5 mm,. Pour l'avenir, les paramètres climatiques de la commune estimés pour 2050 selon différents scénarios d’émission de gaz à effet de serre sont consultables sur un site dédié publié par Météo-France en novembre 2022.

## Urbanisme

### Typologie
Au 1er janvier 2024, Cideville est catégorisée commune rurale à habitat dispersé, selon la nouvelle grille communale de densité à sept niveaux définie par l'Insee en 2022.
Elle est située hors unité urbaine. Par ailleurs la commune fait partie de l'aire d'attraction de Rouen, dont elle est une commune de la couronne,. Cette aire, qui regroupe 317 communes, est catégorisée dans les aires de 200 000 à moins de 700 000 habitants,.

### Occupation des sols
L'occupation des sols de la commune, telle qu'elle ressort de la base de données européenne d’occupation biophysique des sols Corine Land Cover (CLC), est marquée par l'importance des territoires agricoles (91,6 % en 2018), une proportion identique à celle de 1990 (91,6 %). La répartition détaillée en 2018 est la suivante : 
terres arables (73,9 %), prairies (17,7 %), forêts (8,4 %). L'évolution de l’occupation des sols de la commune et de ses infrastructures peut être observée sur les différentes représentations cartographiques du territoire : la carte de Cassini (XVIIIe siècle), la carte d'état-major (1820-1866) et les cartes ou photos aériennes de l'IGN pour la période actuelle (1950 à aujourd'hui).

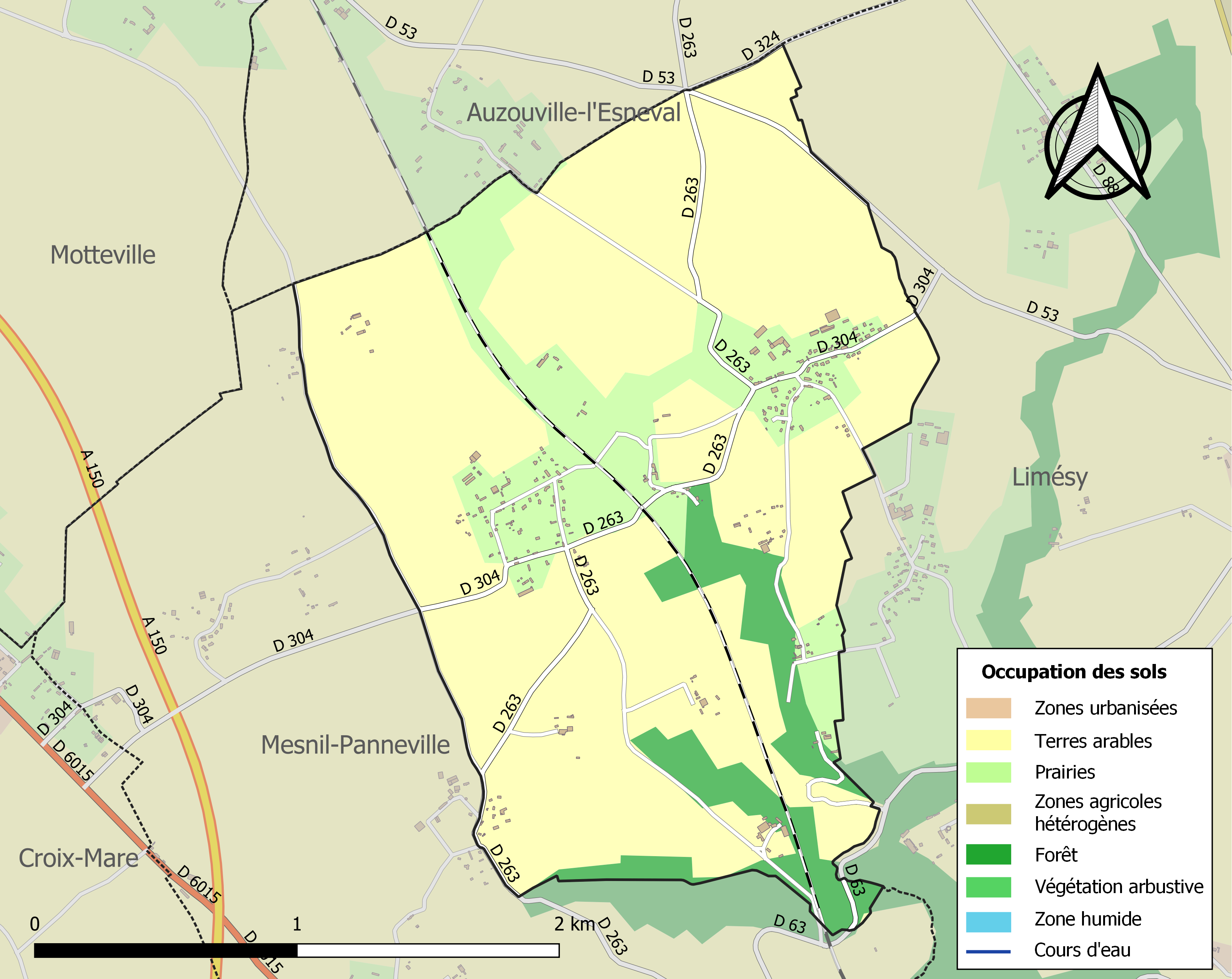
Carte des infrastructures et de l'occupation des sols de la commune en 2018 (CLC).

## Toponymie
Le nom de la localité est attesté sous les formes Silde Villa en 1075, Sidevilla en 1142 (dans le cartulaire de Saint-Wandrille, Archives départementales de la Seine-Maritime, fol. 310 v° et fol. 311 r°.), Sillevilla au XIIe siècle entre 1165 et 1183.

## Histoire
Présence néolithique ; une dizaine de hachettes gauloises en pierre noire trouvées au hameau de Brun-Câtel (« château brun »).
En 1180, Gauthier de Cideville donna l'église du lieu à l'abbaye de Saint-Wandrille de Fontenelle où il se fit lui-même religieux.

### Enseignement

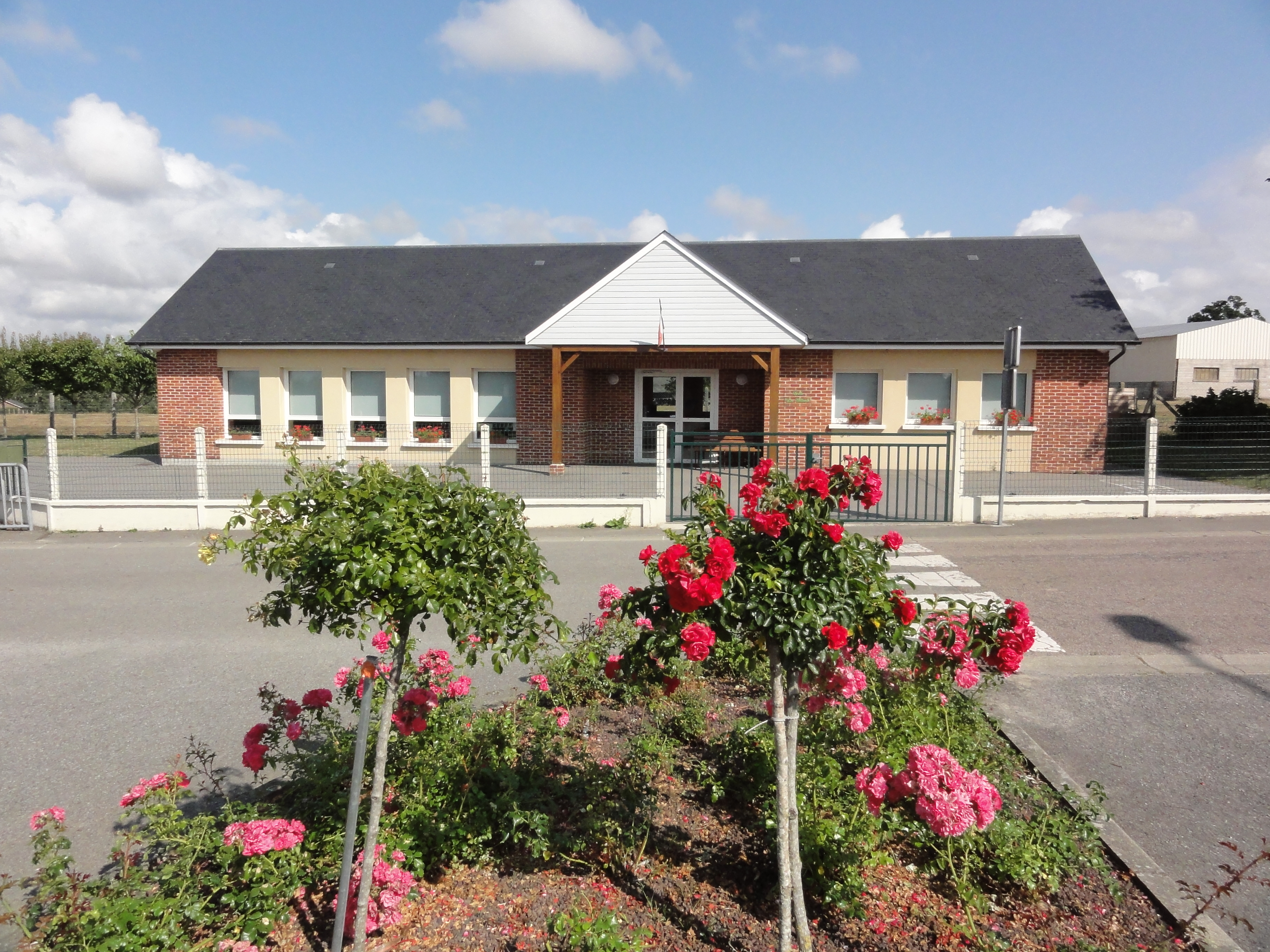
L'école.

### Vie associative et sportive

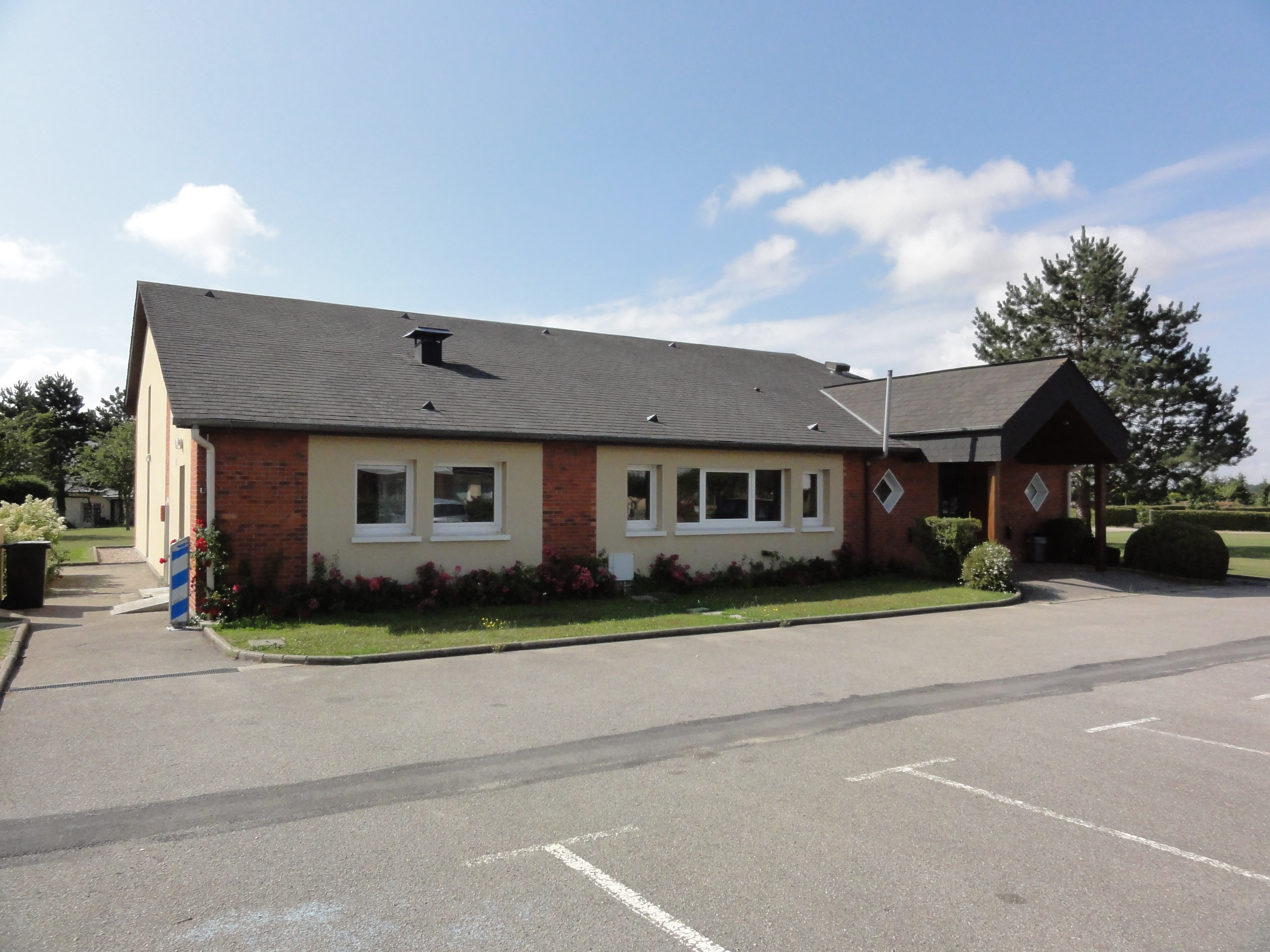
La salle polyvalente.

## Politique et administration
| Période                                  | Période                    | Identité           | Étiquette | Qualité                                                                                      |
| ---------------------------------------- | -------------------------- | ------------------ | --------- | -------------------------------------------------------------------------------------------- |
| Les données manquantes sont à compléter. |                            |                    |           |                                                                                              |
| 1924                                     |                            | Lefebvre           |           |                                                                                              |
| 1971                                     | 1989                       | Joseph Némery      |           | Exploitant agricole                                                                          |
| Les données manquantes sont à compléter. |                            |                    |           |                                                                                              |
| 1998                                     | 2008                       | Bertrand Souillard |           | Exploitant agricole                                                                          |
| mars 2008                                | juillet 2020               | Rene Sagnot,       | DVD       | Retraité du secteur médical Vice-président de la CC d'Yerville-Plateau de Caux (2014 → 2016) |
| juillet 2020,                            | En cours (au 10 août 2020) | Pierre Escap       |           | Retraité de l'industrie aéronautique                                                         |

## Démographie
L'évolution du nombre d'habitants est connue à travers les recensements de la population effectués dans la commune depuis 1793. Pour les communes de moins de 10 000 habitants, une enquête de recensement portant sur toute la population est réalisée tous les cinq ans, les populations de référence des années intermédiaires étant quant à elles estimées par interpolation ou extrapolation. Pour la commune, le premier recensement exhaustif entrant dans le cadre du nouveau dispositif a été réalisé en 2007.

En 2022, la commune comptait 423 habitants, en évolution de +16,85 % par rapport à 2016 (Seine-Maritime : +0,35 %, France hors Mayotte : +2,11 %).
| 1793 | 1800 | 1806 | 1821 | 1831 | 1836 | 1841 | 1846 | 1851 |
| ---- | ---- | ---- | ---- | ---- | ---- | ---- | ---- | ---- |
| 378  | 381  | 393  | 350  | 368  | 325  | 356  | 355  | 346  |

| 1856 | 1861 | 1866 | 1872 | 1876 | 1881 | 1886 | 1891 | 1896 |
| ---- | ---- | ---- | ---- | ---- | ---- | ---- | ---- | ---- |
| 339  | 321  | 296  | 276  | 276  | 270  | 307  | 276  | 237  |

| 1901 | 1906 | 1911 | 1921 | 1926 | 1931 | 1936 | 1946 | 1954 |
| ---- | ---- | ---- | ---- | ---- | ---- | ---- | ---- | ---- |
| 225  | 218  | 210  | 165  | 172  | 181  | 182  | 160  | 169  |

| 1962 | 1968 | 1975 | 1982 | 1990 | 1999 | 2006 | 2007 | 2012 |
| ---- | ---- | ---- | ---- | ---- | ---- | ---- | ---- | ---- |
| 171  | 146  | 166  | 259  | 281  | 276  | 288  | 290  | 294  |

| 2017 | 2022 | - | - | - | - | - | - | - |
| ---- | ---- | - | - | - | - | - | - | - |
| 386  | 423  | - | - | - | - | - | - | - |

## Culture locale et patrimoine

### Lieux et monuments
- Église Saint-Éloi XIIe/XVIIe/XVIIIe, récemment rénovée : vestiges romans ; vitraux, objets, mobiliers, statues de pierre XVIe ; suivant la tradition locale, le dessin du lambris du chœur fut donné par Voltaire, ami de M. Le Cornier de Cideville chez lequel il fit plusieurs séjours.
- Croix du cimetière.
- Monument aux morts (1920).

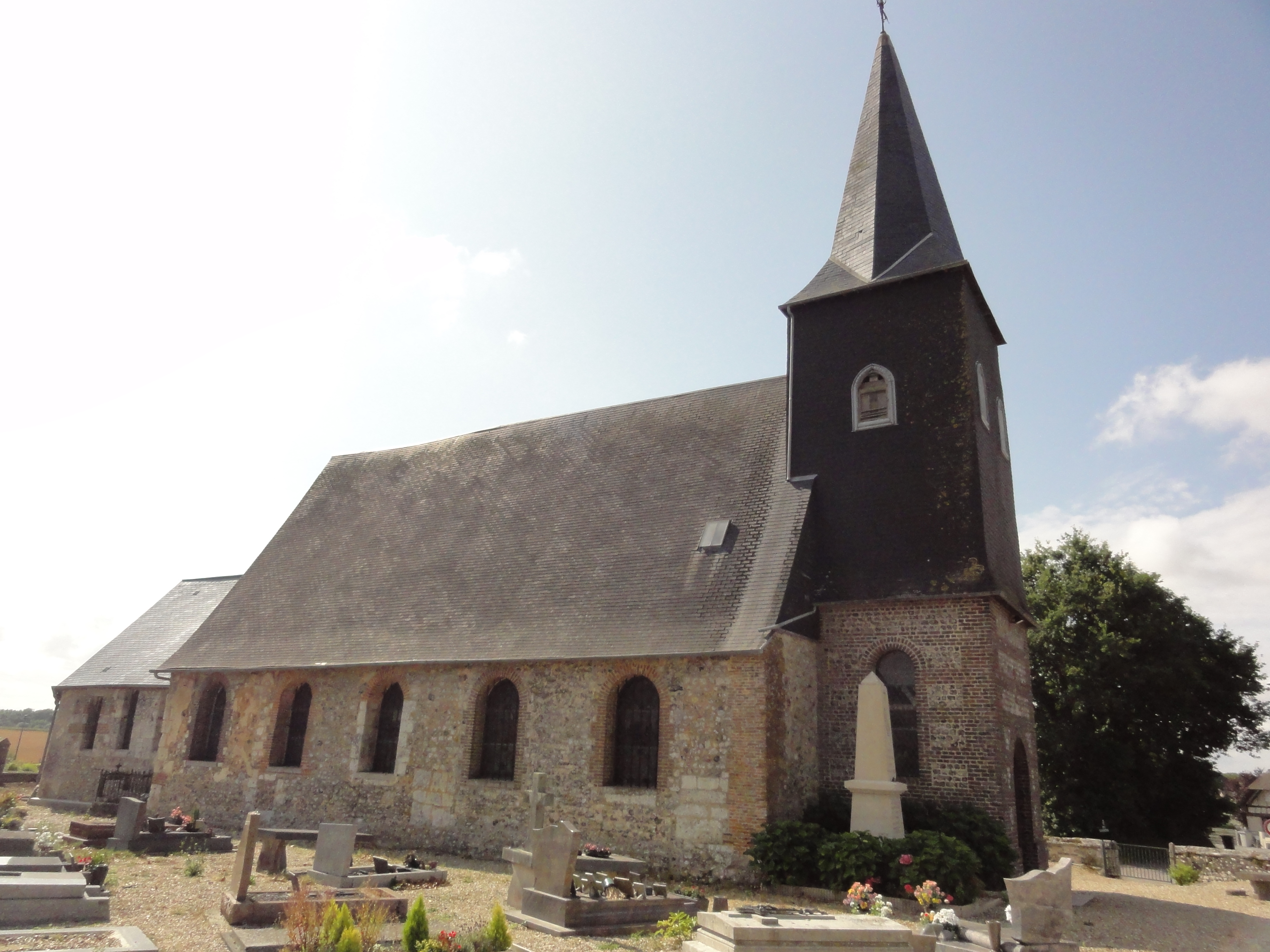
Église Saint-Éloi.
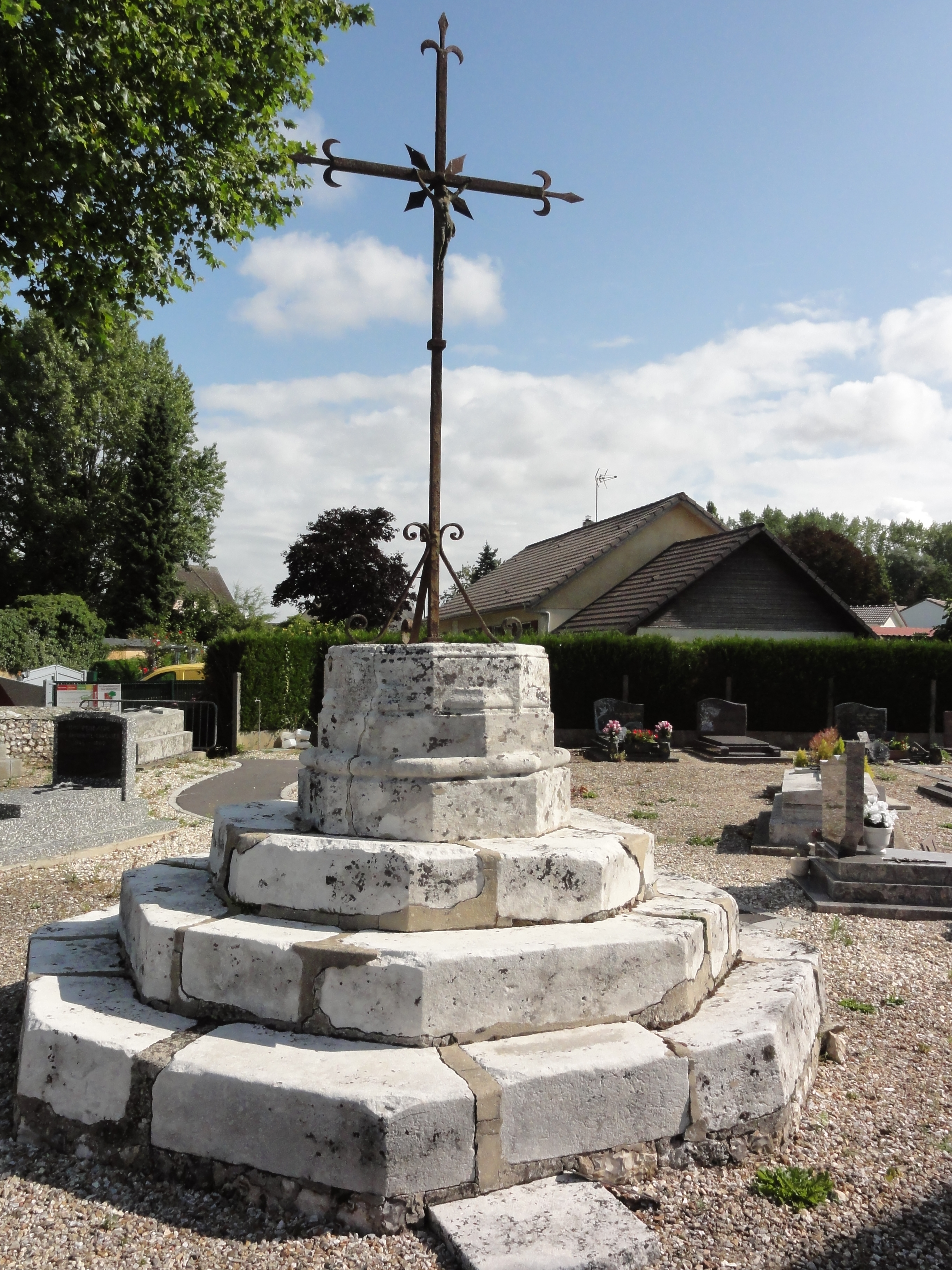
Croix du cimetière.
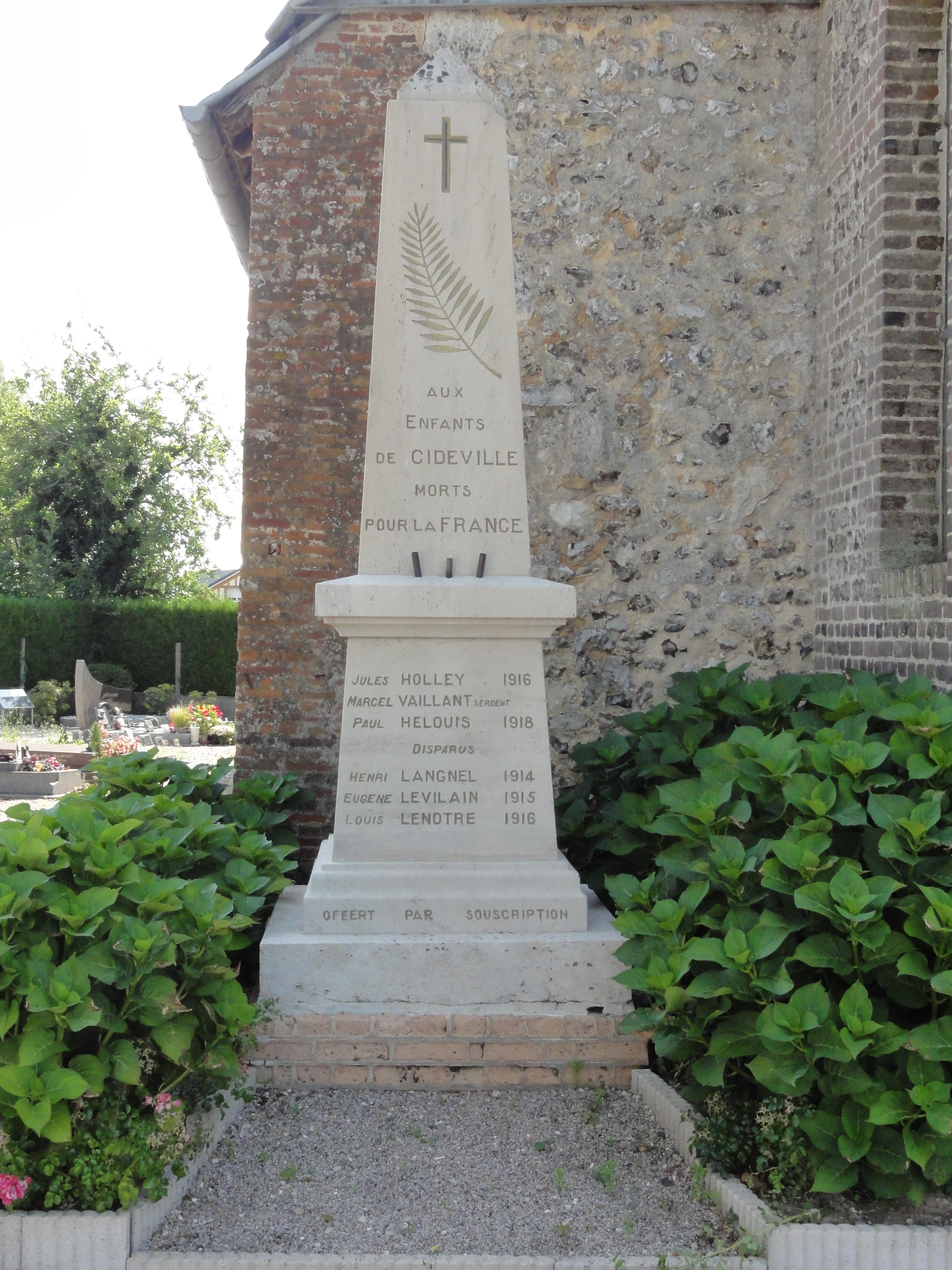
Monument aux morts.

### Personnalités liées à la commune
- Pierre-Robert Le Cornier de Cideville (1693-1776), seigneur de Cideville, magistrat à Rouen.
- Voltaire, qui y séjourna.